# Bassano Virtus 55 Soccer Team 2013-2014
Questa pagina raccoglie le informazioni riguardanti la Bassano Virtus 55 Soccer Team nelle competizioni ufficiali della stagione 2013-2014.

## Stagione
Nella stagione 2013-2014 il Bassano disputa il girone A del campionato di Lega Pro di Seconda Divisione, con 69 punti vince il torneo e risale in Prima Divisione. La riforma del campionato ha di fatto ripartito la Seconda Divisione in due tronconi, le prime nove parteciperanno alla nuova Lega Pro, mentre le ultime nove retrocedono in Serie D. Il Bassano allenato da Mario Petrone, raccoglie 35 punti nel girone di andata e 34 nel girone di ritorno, vincendo il campionato con 12 punti di vantaggio su Renate ed Alessandria. Al termine del campionato ha vinto anche la Supercoppa di Seconda Divisione di Lega Pro, superando il Messina, vincitore del girone B, in entrambe le gare. Nella Coppa Italia di Lega Pro il Bassano si piazza secondo nel girone D dietro al Real Vicenza, qualificandosi per i turni ad eliminazione diretta, ma poi viene sconfitto nel primo turno (3-1) dalla Cremonese. Quattro giocatori giallorossi sono giunti in doppia cifra in campionato, Pietribiasi con 15 reti, Maistrello e Berrettoni con 11 reti, e Iocolano che ha firmato 10 reti.

## Divise e Sponsor
La divisa del Bassano e composta dalla maglia giallorossa, con calzoncini e calzettoni neri. Il main Sponsor è Diesel, mentre lo Sponsor tecnico è Lotto Sport Italia.

## Rosa
| N. |                   | Ruolo | Calciatore          |
| -- | ----------------- | ----- | ------------------- |
|    | Italia (bandiera) | C     | Matteo Arati        |
|    | Italia (bandiera) | A     | Emanuele Berrettoni |
|    | Italia (bandiera) | D     | Nicola Bizzotto     |
|    | Italia (bandiera) | A     | Stefano Bizzotto    |
|    | Italia (bandiera) | C     | Marco Bortoli       |
|    | Italia (bandiera) | C     | Giacomo Cenetti     |
|    | Italia (bandiera) | C     | Elia Cortesi        |
|    | Italia (bandiera) | C     | Filippo Fondi       |
|    | Italia (bandiera) | A     | Federico Furlan     |
|    | Italia (bandiera) | C     | Filippo Guccione    |
|    | Italia (bandiera) | A     | Simone Iocolano     |
|    | Italia (bandiera) | P     | Filippo Lombardi    |

| N. |                   | Ruolo | Calciatore          |
| -- | ----------------- | ----- | ------------------- |
|    | Italia (bandiera) | A     | Tommy Maistrello    |
|    | Italia (bandiera) | D     | Gianluca Maran      |
|    | Italia (bandiera) | D     | Carlo Pelagatti     |
|    | Italia (bandiera) | D     | Luca Pellizzari     |
|    | Italia (bandiera) | A     | Stefano Pietribiasi |
|    | Italia (bandiera) | D     | Mattia Proietti     |
|    | Italia (bandiera) | P     | Gian Maria Rossi    |
|    | Italia (bandiera) | D     | Edoardo Scrosta     |
|    | Italia (bandiera) | D     | Daniel Semenzato    |
|    | Italia (bandiera) | D     | Filippo Stevanin    |
|    | Italia (bandiera) | D     | Dario Toninelli     |
|    | Italia (bandiera) | D     | Enrico Zanella      |

## Risultati

### Campionato

#### Girone di andata
| Arbitro: | Mainardi (Bergamo) |

|                                     |           |                   |
| Pietribiasi 40’, 83’ Berrettoni 43’ | Marcatori | 27’, 39’ Nicastro |

| Arbitro: | Fanton (Lodi) |

|                     |           |                       |
| Gherardi 14’ (rig.) | Marcatori | 61’ (rig.) Berrettoni |

| Arbitro: | Fiore (Barletta) |

|                               |           |                |
| Pietribiasi 25’ Semenzato 88’ | Marcatori | 55’ Varricchio |

| Arbitro: | Panarese (Lecce) |

|                    |           |  |
| Martini 73’ (rig.) | Marcatori |  |

| Arbitro: | Bertani (Pisa) |

|              |           |  |
| Iocolano 56’ | Marcatori |  |

| Arbitro: | Tardino (Milano) |

|                       |           |                            |
| Floriano 81’ Bini 85’ | Marcatori | 6’ Iocolano 22’ Berrettoni |

| Arbitro: | Rapuano (Rimini) |

|              |           |  |
| Mazzetto 24’ | Marcatori |  |

| Arbitro: | Catona (Reggio Calabria) |

|                                                          |           |  |
| Berrettoni 10’ Guccione 20’ Semenzato 43’ Maistrello 53’ | Marcatori |  |

| Arbitro: | Baldicchi (Città di Castello) |

|                                       |           |                                             |
| Malagò 6’ Lavagnoli 53’ Strizzolo 61’ | Marcatori | 23’ Cenetti 90+1’ Iocolano 90+4’ Maistrello |

| Arbitro: | Mastrodonato (Molfetta) |

|                                                          |           |                          |
| Maistrello 20’ Semenzato 28’ Proietti 71’ Berrettoni 83’ | Marcatori | 8’ Taddei 25’ M. Marconi |

| Arbitro: | Prontera (Bologna) |

|  |           |                              |
|  | Marcatori | 2’ Maistrello 67’ Berrettoni |

| Arbitro: | Colarossi (Roma) |

|                 |           |  |
| Pietribiasi 89’ | Marcatori |  |

| Bassano del Grappa 24 novembre 2013 13ª giornata | Bassano Virtus       | 0 – 0 | Monza | Stadio Rino Mercante\| Arbitro: \| Verdenelli (Foligno) \| |
| Arbitro:                                         | Verdenelli (Foligno) |       |       |                                                            |

| Arbitro: | Marini (Roma) |

|  |           |           |
|  | Marcatori | 8’ Furlan |

| Arbitro: | Mancini (Fermo) |

|                     |           |  |
| Berrettoni 63’, 90’ | Marcatori |  |

| Arbitro: | Capraro (Cassino) |

|                   |           |                |
| Scaccabarozzi 86’ | Marcatori | 8’ Pietribiasi |

| Arbitro: | Guccini (Albano Laziale) |

|                                  |           |                   |
| Pietribiasi 14’ Maistrello 90+1’ | Marcatori | 82’ Ivan Graziani |

#### Girone di ritorno
| Arbitro: | Greco (Lecce) |

|  |           |                  |
|  | Marcatori | 90+2’ Maistrello |

| Arbitro: | Pierro (Nola) |

|                             |           |                         |
| Iocolano 18’ Maistrello 33’ | Marcatori | 21’ Laurenti 74’ Segato |

| Arbitro: | Ros (Pordenone) |

|                                                 |           |                             |
| Landi 28’ Giani 55’ T. Silvestri 63’ Lebran 74’ | Marcatori | 41’ Iocolano 79’ Maistrello |

| Arbitro: | Giua (Pisa) |

|               |           |  |
| Semenzato 85’ | Marcatori |  |

| Arbitro: | Verdenelli (Foligno) |

|                            |           |  |
| Melandri 67’ Docente 90+5’ | Marcatori |  |

| Arbitro: | Lanza (Nichelino) |

|                                             |           |            |
| Semenzato 49’ Maistrello 72’ Berrettoni 90’ | Marcatori | 69’ Masini |

| Arbitro: | Morreale (Roma) |

|            |           |  |
| Furlan 42’ | Marcatori |  |

| Arbitro: | Bichisecchi (Livorno) |

|  |           |                                            |
|  | Marcatori | 49’ Berretoni 53’ Iocolano 89’ Pietribiasi |

| Arbitro: | Strippoli (Bari) |

|                                |           |            |
| Pietribiasi 62’ Maistrello 90’ | Marcatori | 73’ Malagò |

| Arbitro: | Rocca (Vibo Valentia) |

|                               |           |                 |
| Sampaolesi 40’ M. Marconi 78’ | Marcatori | 28’ Pietribiasi |

| Arbitro: | Boggi (Salerno) |

|                                                    |           |             |
| Pietribiasi 16’, 50’, 60’ Iocolano 52’ Cenetti 54’ | Marcatori | 22’ Barbaro |

| Arbitro: | Balice (Termoli) |

|               |           |                           |
| Cerniglia 49’ | Marcatori | 82’ Iocolano 85’ Proietti |

| Arbitro: | Ranaldi (Tivoli) |

|                |           |                            |
| Sinigaglia 74’ | Marcatori | 22’ Iocolano 52’ Pelagatti |

| Bassano del Grappa 6 aprile 2014 31ª giornata | Bassano Virtus | 0 – 0 | Castiglione | Stadio Rino Mercante\| Arbitro: \| Bertani (Pisa) \| |
| Arbitro:                                      | Bertani (Pisa) |       |             |                                                      |

| Arbitro: | Cangiano (Napoli) |

|                                 |           |                                                                  |
| Bottone 2’ Infantino 49’ (rig.) | Marcatori | 26’ Pelagatti 54’, 59’ Pietribiasi 67’ Maistrello 72’ Berrettoni |

| Arbitro: | Panarese (Lecce) |

|                             |           |                           |
| Maistrello 18’ Iocolano 40’ | Marcatori | 80’ Gualdi 87’ Castellani |

| Arbitro: | Colarossi (Roma) |

|                  |           |                 |
| Iv. Graziani 77’ | Marcatori | 52’ Pietribiasi |

### Supercoppa di Lega Pro
| Arbitro: | Tardino (Milano) |

|                     |           |  |
| Berrettoni 42’, 63’ | Marcatori |  |

| Arbitro: | Martinelli (Roma) |

|                |           |                            |
| Bernardo 90+2’ | Marcatori | 30’, 66’ (rig.) Berrettoni |

### Coppa Italia di Lega Pro

#### Girone D
| Arbitro: | Bichisecchi (Livorno) |

|                                            |           |            |
| Berrettoni 16’, 30’, 40’ Frenda 54’ (aut.) | Marcatori | 32’ Bolchi |

| Arbitro: | Fiore (Barletta) |

|                                                  |           |  |
| Pradolin 14’ Malagò 58’ Niero 72’ Alessandro 84’ | Marcatori |  |

| Arbitro: | Brasi (Seregno) |

|                                     |           |                 |
| A. Brighenti 36’, 51’ Armellino 66’ | Marcatori | 29’ S. Bizzotto |